# Крутой (Бековский район)
Круто́й — хутор Яковлевского сельсовета Бековского района Пензенской области.

## География
Хутор Крутой расположен на северо-востоке Бековского района. Расстояние до административного центра село Яковлевка — 5 км, расстояние до районного центра пгт Беково — 36 км.

## История
Основан после 1861 года бывшими помещичьими крестьянами. В 1911 году — хутор Крутой Никольской волости Сердобского уезда Саратовской губернии, состоял из 3-х крестьянских общин, общее число дворов — 53, численность населения всего — 440 душ, из них мужского пола — 223, женского — 167; площадь посевов у крестьян всего — 275 десятин, из них на надельной земле — 129 десятин, на купленной — 9 десятин, на арендованной — 137 десятин; имелось 7 железных плугов, 2 молотилки и 6 веялок. С 12 ноября 1923 года до 16 июля 1928 года — в Пяшинской волости Сердобского уезда, центр Крутовского сельсовета. В 1928 году — центр Крутовского сельсовета Бековского района Балашовского округа Нижне-Волжского края (с 30 июля 1930 года Балашовский округ упразднён, район вошёл в Нижне-Волжский край). С 4 февраля 1939 года хутор включён в состав вновь образованной Пензенской области. В 1955 году — хутор Пяшинского сельсовета. На 2005 год — в Яковлевском сельсовете Бековского района.

## Население
На 1 января 2004 года — 25 хозяйств, 71 житель. В 2007 году — 55 жителей. На 1 января 2011 года численность населения составила 48 человек.
| Численность населения по годам, чел. | Численность населения по годам, чел. | Численность населения по годам, чел. | Численность населения по годам, чел. | Численность населения по годам, чел. |
| 1911                                 | 1926                                 | 1939                                 | 1959                                 | 1979                                 |
| ------------------------------------ | ------------------------------------ | ------------------------------------ | ------------------------------------ | ------------------------------------ |
| 440                                  | ↘417                                 | ↘254                                 | ↘217                                 | ↘148                                 |
| 1989                                 | 1996                                 | 2004                                 | 2007                                 | 2010                                 |
| ↘120                                 | ↘118                                 | ↘71                                  | ↘55                                  | ↘48                                  |

## Инфраструктура
Хутор Крутой газифицирован, централизованное водоснабжение отсутствует. До хутора проложена автодорога с щебенчатым покрытием длиной 900 м, соединяющая с трассой регионального значения «Тамбов — Пенза» — Беково.

## Улицы
- Центральная.